# Palagio Buondelmonti
Il Palagio Buondelmonti è un edificio civile del centro storico di Firenze, situato in borgo Santi Apostoli 1-3-5-7 angolo vicolo dell'Oro.

## Storia e descrizione
Walther Limburger (che vide il palazzo attorno al 1910 prima dei danni inferti dalla seconda guerra mondiale) lo segnala come del Trecento o Quattrocento, con piano terreno in rustica. 
Marcello Jacorossi (che tratta di questa porzione superstite unitamente al palazzo che si sviluppava senza soluzione di continuità con questo e che ora è segnato dal n. 9), così annota: "dopo le distruzioni belliche del 1944, dei fabbricati più prossimi al vicolo dell'Oro non restò che la parte inferiore, con ampie arcate e sodi di grosse bozze rustiche. La parte superstite è stata accuratamente restaurata, con l'apertura di tutti i cinque vani terreni, mentre il resto è stato ricostruito in forma moderna, in occasione dell'edificazione del nuovo albergo 'Augustus' (1969, con ingresso dal vicolo dell'Oro). La parte oggi ricostruita era anticamente il palazzo dei Mazzei, consorti dei Buondelmonti, che ne rimasero padroni fin quasi al XVII secolo. Era un palazzo difeso da un completo isolamento, circondato da vicoli che corrispondevano in una corte interna e andavano poi a sboccare sul lungarno. Al n. 9 era il più importante dei palazzi degli Acciaiuoli che fu, per molti secoli, dimora di questa potentissima famiglia. Nel 1594 fu venduto ai figli di messer Francesco Nimbardi di Colle Valdelsa, ma nel 1663 Donato del senatore Ottavio Acciaiuoli lo ricomprò, e così rimase alla famiglia fino all'estinzione del ramo di Firenze. Poi fu dei Vasconcellos, un ramo degli Acciaiuoli da tempo stabilitosi in Spagna e che, tornato a Firenze, riprese l'antico cognome. Nel 1816 fu venduto ai Madura di Venezia. Sulla sommità della parte superstite dell'antica facciata, stemma in pietra con la croce dell'antico popolo fiorentino. Lapide dantesca, sormontata dallo stemma bipartito in banda dei Buondelmonti, con i versi dell'invettiva del Poeta sulla venuta a Firenze di Buondelmonte de' Buondelmonti". 

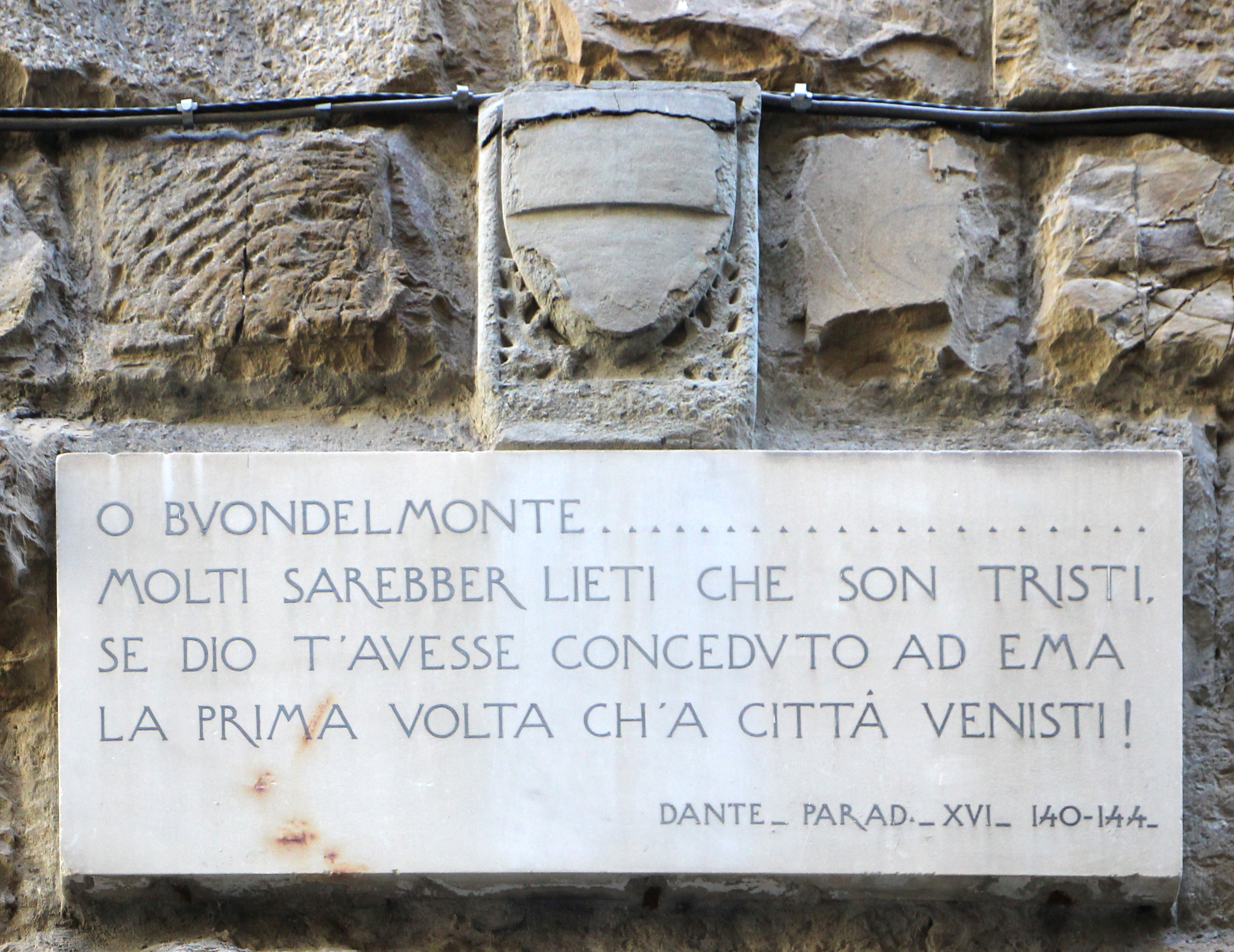
La lapide dantesca

Questa lapide insiste appunto sulla porzione oggetto della presente scheda, in corrispondenza dei cinque archi prima ricordati che guardano sul borgo Santi Apostoli, di cui i tre centrali sufficientemente integri e accompagnati da un ampio brano di muro in pietra concia.